# Balareddipalli, Bagepalli
Balareddipalli là một làng thuộc tehsil Bagepalli, huyện Kolar, bang Karnataka, Ấn Độ.